# Parc de Nova Lloreda
Parc de Nova Lloreda är en park i Spanien.   Den ligger i provinsen Província de Barcelona och regionen Katalonien, i den östra delen av landet, 500 km öster om huvudstaden Madrid. Parc de Nova Lloreda ligger 40 meter över havet.
Terrängen runt Parc de Nova Lloreda är platt åt sydväst, men norrut är den kuperad. Havet är nära Parc de Nova Lloreda åt sydost.  Närmaste större samhälle är Barcelona, 9,1 km sydväst om Parc de Nova Lloreda. Runt Parc de Nova Lloreda är det i huvudsak tätbebyggt.